# Anders Moberg (ingenjör)
Anders Moberg, född 28 maj 1803 i Härads socken, Södermanlands län, död 7 januari 1866 i Engelbrekts församling, Stockholm, var en svensk ingenjör.
Moberg var disponent och föreståndare för en mekanisk verkstad i Stockholm. Bland hans mekaniska uppfinningar kan nämnas melodiverket, ett särskilt verk i en orgel, och vars ändamål var att, vid ett, om än aldrig så flerstämmigt spel, låta endast den översta stämman upprepas i en högre oktav, varigenom melodin framstår som dubbelt stark mot de övriga stämmorna. Denna, genom en sinnrik mekanik åstadkomna fördubbling av melodin, gjorde melodiverket i synnerhet användbart vid den allmänna gudstjänsten. Orgeln i Klara kyrka i Stockholm utrustades med ett dylikt verk. Moberg invaldes som associé av Kungliga Musikaliska Akademien 1857.